# Adolf Trittinger
Adolf Trittinger (* 23. März 1899 in Klosterneuburg; † 25. Dezember 1971 in Melk, Niederösterreich) war ein österreichischer Komponist, Chorleiter, Organist, Hochschullehrer und Rektor des Brucknerkonservatorium Linz.

## Leben
Adolf Trittinger war Sängerknabe im Stift Lilienfeld. Er absolvierte die Lehrerbildungsanstalt in Krems an der Donau und 1918 bis 1921 die Wiener Musikakademie, Abteilung Kirchenmusik. Nach kurzer Tätigkeit in Rumänien war er Chordirektor im Stift Schlägl. 1934 bis 1938 war er Organist und Musikdirektor im Stift Sankt Florian. 1937 bis 1943 war er Professor am Brucknerkonservatorium Linz, dessen Rektor er 1939 bis 1943 war. Aufgrund seines Einsatzes für Paul Hindemith wurde er von den Nationalsozialisten vorzeitig als Rektor abgesetzt und von Gauleiter August Eigruber als Musikbeauftragter nach Vöcklabruck versetzt.
Ab 1946 war Trittinger Musikdirektor im Stift Melk und unterrichtete am dortigen Stiftsgymnasium, wo ihm auch die Sängerknabenausbildung oblag. Der Adolf Trittinger-Weg in Melk erinnert noch heute daran.
1934 trat Trittinger der Vaterländische Front bei, beantragte aber dann am 20. Mai 1938 die Aufnahme in die NSDAP und wurde rückwirkend zum 1. Mai aufgenommen (Mitgliedsnummer 6.259.035).